# Amimia
Amimia – zaburzenia lub całkowita utrata mimiki (tzw. „maskowatość twarzy”) wskutek upośledzenia ruchów mięśni mimicznych twarzy, będącego następstwem pozapiramidowego uszkodzenia motoryki. Występuje w chorobie Parkinsona. Często towarzyszy także akinezji oraz afazji.